# Крамарич, Андрей
А́ндрей Кра́марич (хорв. Andrej Kramarić; род. 19 июня 1991[…], Загреб) — хорватский футболист, нападающий немецкого клуба «Хоффенхайм» и сборной Хорватии. Участник трёх чемпионатов Европы (2016, 2020 и 2024) и двух чемпионатов мира (2018 и 2022). Занимает пятое место в списке лучших бомбардиров сборной Хорватии.

## Клубная карьера
Крамарич начал заниматься футболом в школе загребского «Динамо» в возрасте шести лет. За время игры в детских и юношеских командах «Динамо» он забил более 450 голов в разных турнирах, что стало клубным рекордом для молодых игроков.
Первый матч за основную команду клуба Андрей Крамарич сыграл 24 мая 2009 года в матче чемпионата Хорватии против «Загреба». Он вышел на поле на 69-й минуте, заменив Йосипа Тадича. Этот матч остался для Крамарича единственным в первом сезоне.
В следующем сезоне Крамарич был переведён в основной состав «Динамо». 15 июля 2009 года он дебютировал в Лиге чемпионов в матче против ереванского «Пюника», закончившемся безголевой ничьей. За весь сезон Крамарич сыграл 24 матча в чемпионате (7 голов), 5 матчей в Кубке страны (4 гола) и 5 матчей в еврокубках.
В феврале 2012 Андрей Крамарич был отдан в аренду загребскому «Локомотиву». Играя за этот клуб, Андрей стал одним из самых результативных футболистов юго-восточной Европы, забив 21 гол в 45 матчах за полтора сезона. В сезоне 2012/13 он стал вторым бомбардиром чемпионата Хорватии с 15 голами, уступив только Леону Бенко.
На возвращение Крамарича в «Динамо» возлагались большие надежды, и многие обозреватели предсказывали, что он станет тем самым забивным форвардом, в котором команда нуждалась в прошлом сезоне. Андрей также заявлял, что он хотел бы стать основным форвардом клуба. Однако тренер «Динамо» Крунослав Юрчич предпочитал использовать пару форвардов Дуе Чопа и Анте Рукавину, и тогда Крамарич заявил в прессе о своём разочаровании и желании иметь больше игрового времени. Это не понравилось директору клуба Здравко Мамичу, который выставил молодого форварда на трансфер.
«Риека» воспользовалась разногласиями Крамарича с «Динамо» и предложила ему контракт, который был подписан 31 августа 2013 года. Крамарич сыграл первый матч за свой новый клуб в чемпионате Хорватии 15 сентября 2013 года против «Славен Белупо», выйдя в основном составе, и на 15-й минуте забил гол, который стал единственным в этой встрече.

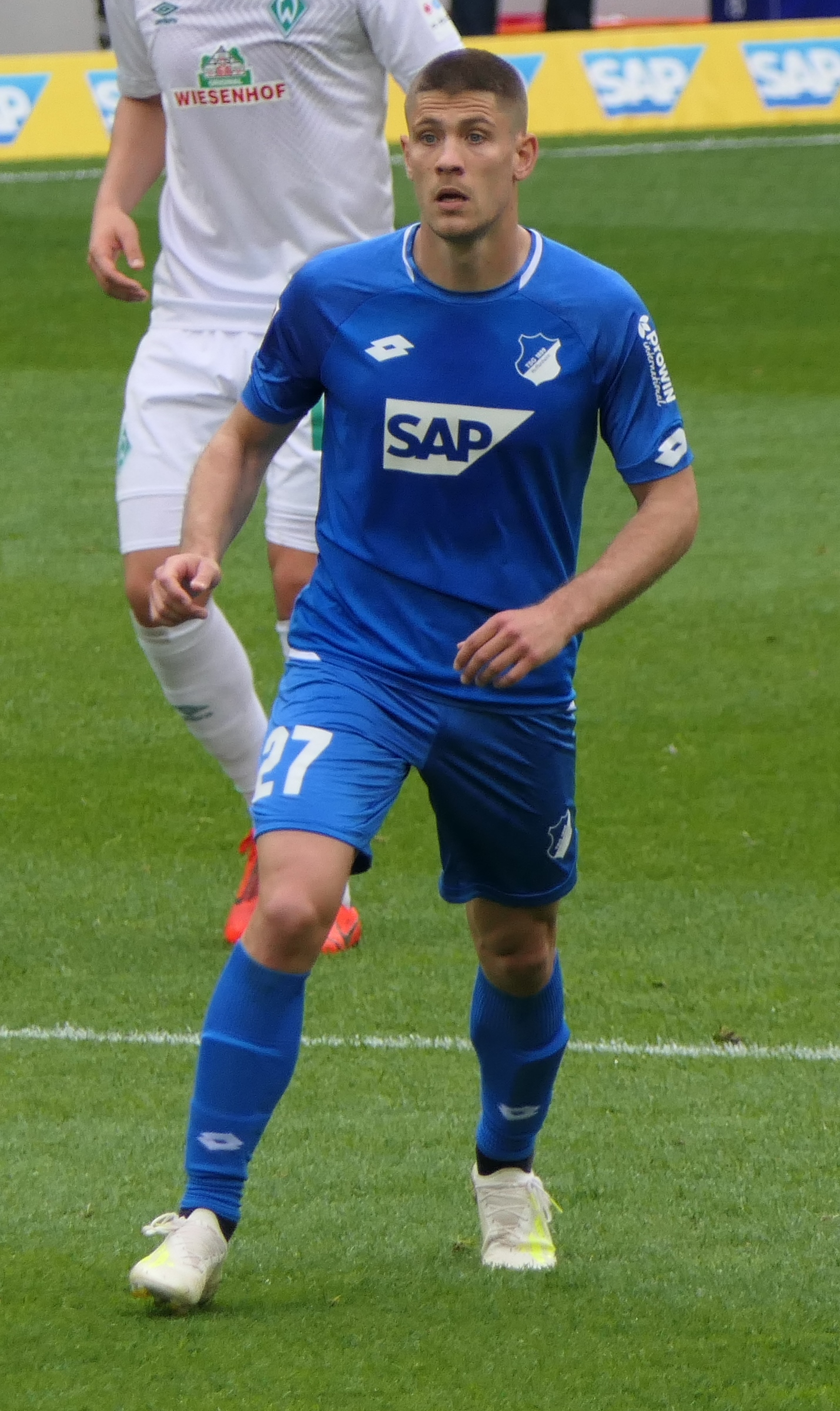
Крамарич в составе «Хоффенхайма»

9 октября 2013 года Андрей Крамарич забил 8 голов в матче первого раунда Кубка Хорватии против клуба третьего дивизиона «Змай Блато» (11:0). Это стало национальным бомбардирским рекордом Хорватии для соревнований высшего уровня.
В декабре 2013 года в матче чемпионата Хорватии против «Истры» (3:3) Крамарич сделал хет-трик, при этом ещё не реализовал пенальти. Всего в своём первом сезоне в «Риеке» Андрей забил во всех турнирах 27 голов, в том числе 16 в чемпионате (ещё 2 гола он забил в начале чемпионата за «Динамо»), стал обладателем Кубка Хорватии 2013/14, а в июле 2014 выиграл Суперкубок страны в матче против своего бывшего клуба «Динамо».
В первых двух матчах сезона 2014/15 Крамарич забил 5 голов, в том числе отличился хет-триком в ворота «Хайдука». После шести матчей на его счету было 10 голов, и своей результативностью он заслужил первый вызов в сборную страны. Высокая результативность Крамарича привлекла внимание к нему со стороны больших клубов.
8 января 2015 года Крамарич перешёл в «Лестер Сити», подписав контракт до лета 2018 года. Первый гол за «Лестер Сити» забил 10 февраля 2015 года в матче против «Арсенала».
20 января 2016 года перешёл на правах аренды в «Хоффенхайм» до конца сезона.
12 марта 2016 года на 2 минуте забил победный гол в игре против «Вольфсбурга» в матче который завершился 1-0, также заработал пенальти, который не был реализован.
26 мая 2016 года «Хоффенхайм» выкупил права на футболиста.

## Международная карьера
Андрей Крамарич сыграл 46 матчей за сборные Хорватии младших возрастов и забил в них 18 голов. Впервые он надел майку национальной сборной 31 марта 2005 года, в матче сборной Хорватии U14 против сборной Баварии. За сборную до 14 лет он провёл 2 матча, за сборную до 16 лет сыграл 7 товарищеских матчей и забил 4 гола. В сборной до 17 лет Крамарич сыграл 12 матчей и забил 6 голов и впервые принял участие в официальных матчах — отборочном турнире Чемпионата Европы 2008 года для сборных до 17 лет. За сборную до 18 лет он сыграл 9 матчей и забил 3 гола.
В 2008 году Крамарич дебютировал в сборной до 19 лет, в её составе стал полуфиналистом Чемпионата Европы 2010 года. 5 декабря 2009 года он сыграл свой первый матч и забил первый гол за молодёжную сборную страны в матче отборочного турнира молодёжного чемпионата Европы против Норвегии, в этот день ему было всего 18 лет и 81 день.
В августе 2014 года тренер Нико Ковач впервые вызвал Крамарича в национальную сборную Хорватии. 4 сентября 2014 года он дебютировал в сборной в товарищеском матче с Кипром, и на 18-й минуте отдал голевой пас Марио Манджукичу. В своём втором матче, 9 сентября 2014 против Мальты, Андрей забил первый гол за сборную.

## Личная жизнь
31 марта 2021 года Крамарич женился на Мии Чуркович на частной церемонии в Старой ратуше в Верхнем городе Загреба. В конце августа 2021 года у них родился сын, которого они назвали Виктором.

## Достижения

### Командные
«Динамо» (Загреб)
- Чемпион Хорватии (2): 2009/10, 2010/11
- Обладатель Кубка Хорватии (2): 2010/11, 2013/14
- Обладатель Суперкубка Хорватии: 2014

Сборная Хорватии
- Вице-чемпион мира: 2018
- Бронзовый призёр чемпионата мира: 2022

### Личные
- Орден Князя Бранимира: 2018[21]

## Статистика
| Выступление      | Выступление      | Выступление      | Лига | Лига | Кубок страны | Кубок страны | Еврокубки | Еврокубки | Остальные | Остальные | Итого | Итого |
| Клуб             | Лига             | Сезон            | Игры | Голы | Игры         | Голы         | Игры      | Голы      | Игры      | Голы      | Игры  | Голы  |
| ---------------- | ---------------- | ---------------- | ---- | ---- | ------------ | ------------ | --------- | --------- | --------- | --------- | ----- | ----- |
| Динамо (Загреб)  | Первая лига      | 2008/09          | 1    | 0    | 0            | 0            | 0         | 0         | 0         | 0         | 1     | 0     |
| Динамо (Загреб)  | Первая лига      | 2009/10          | 24   | 7    | 5            | 4            | 5         | 0         | 0         | 0         | 34    | 11    |
| Динамо (Загреб)  | Первая лига      | 2010/11          | 12   | 1    | 3            | 4            | 2         | 0         | 0         | 0         | 17    | 5     |
| Динамо (Загреб)  | Первая лига      | 2011/12          | 1    | 0    | 2            | 1            | 0         | 0         | 0         | 0         | 3     | 1     |
| Динамо (Загреб)  | Итого            | Итого            | 38   | 8    | 10           | 9            | 7         | 0         | 0         | 0         | 55    | 17    |
| Локомотива →     | Первая лига      | 2011/12          | 13   | 5    | 0            | 0            | 0         | 0         | 0         | 0         | 13    | 5     |
| Локомотива →     | Первая лига      | 2012/13          | 31   | 15   | 6            | 4            | 0         | 0         | 0         | 0         | 37    | 19    |
| Локомотива →     | Итого            | Итого            | 44   | 20   | 6            | 4            | 0         | 0         | 0         | 0         | 50    | 24    |
| Динамо (Загреб)  | Первая лига      | 2013/14          | 4    | 2    | 0            | 0            | 3         | 1         | 1         | 0         | 8     | 3     |
| Динамо (Загреб)  | Итого            | Итого            | 4    | 2    | 0            | 0            | 3         | 1         | 1         | 0         | 8     | 3     |
| Риека            | Первая лига      | 2013/14          | 24   | 16   | 6            | 10           | 4         | 1         | 0         | 0         | 34    | 27    |
| Риека            | Первая лига      | 2014/15          | 18   | 21   | 0            | 0            | 12        | 7         | 1         | 0         | 31    | 28    |
| Риека            | Итого            | Итого            | 42   | 37   | 6            | 10           | 16        | 8         | 1         | 0         | 65    | 55    |
| Лестер Сити      | Премьер-лига     | 2014/15          | 13   | 2    | 2            | 1            | 0         | 0         | 0         | 0         | 15    | 3     |
| Лестер Сити      | Премьер-лига     | 2015/16          | 2    | 0    | 3            | 1            | 0         | 0         | 0         | 0         | 5     | 1     |
| Лестер Сити      | Итого            | Итого            | 15   | 2    | 5            | 2            | 0         | 0         | 0         | 0         | 20    | 4     |
| Хоффенхайм →     | Бундеслига       | 2015/16          | 15   | 5    | 0            | 0            | 0         | 0         | 0         | 0         | 15    | 5     |
| Хоффенхайм →     | Итого            | Итого            | 15   | 5    | 0            | 0            | 0         | 0         | 0         | 0         | 15    | 5     |
| Хоффенхайм       | Бундеслига       | 2016/17          | 34   | 15   | 2            | 3            | 0         | 0         | 0         | 0         | 36    | 18    |
| Хоффенхайм       | Бундеслига       | 2017/18          | 34   | 13   | 2            | 0            | 6         | 0         | 0         | 0         | 42    | 13    |
| Хоффенхайм       | Бундеслига       | 2018/19          | 30   | 17   | 1            | 0            | 6         | 5         | 0         | 0         | 37    | 22    |
| Хоффенхайм       | Бундеслига       | 2019/20          | 19   | 12   | 1            | 0            | 0         | 0         | 0         | 0         | 20    | 12    |
| Хоффенхайм       | Бундеслига       | 2020/21          | 28   | 20   | 2            | 3            | 4         | 2         | 0         | 0         | 34    | 25    |
| Хоффенхайм       | Бундеслига       | 2021/22          | 32   | 6    | 3            | 2            | 0         | 0         | 0         | 0         | 35    | 8     |
| Хоффенхайм       | Бундеслига       | 2022/23          | 32   | 12   | 2            | 0            | 0         | 0         | 0         | 0         | 34    | 12    |
| Хоффенхайм       | Бундеслига       | 2023/24          | 30   | 15   | 1            | 2            | 0         | 0         | 0         | 0         | 31    | 17    |
| Хоффенхайм       | Итого            | Итого            | 239  | 110  | 14           | 10           | 16        | 7         | 0         | 0         | 269   | 127   |
| Всего за карьеру | Всего за карьеру | Всего за карьеру | 397  | 184  | 41           | 35           | 42        | 16        | 2         | 0         | 482   | 235   |